# Dayton Daily News
Le Dayton Daily News est un quotidien du matin  américain publié à Dayton depuis 1898.